# シンデレラ (近田春夫&ハルヲフォンの曲)
「シンデレラ」は、1976年（昭和51年）6月5日にリリースされた日本のロックバンド・近田春夫&ハルヲフォンのシングルである。

## 概要
1972年（昭和47年）に結成されたハルヲフォンが、前作の企画盤『FUNKYダッコNo.1』（1975年）を経て、本格デビューを飾ったシングルと言えるのが、本作である。リリースナンバーはGK-8003。
同曲は、もともと、前年の1975年（昭和50年）に近田春夫がプロデュース（歌以外の演奏に関してもハルヲフォンが全面的にバックアップ）したクールスのデビューアルバム『黒のロックン・ロール クールスの世界』に近田が提供した楽曲である。当時アナログレコードだった同アルバムのB面に収録されている。クールス版の方は、現在CDやデジタル音源で入手可能である。
当時のハルヲフォンのメンバーは、近田、恒田義見、高木英一、小林克己の4人であり、これで解散までフィックスであった。
A面の「シンデレラ」もB面の「レインコート」も、同年6月21日発売のアルバム『COME ON, LET'S GO』に収録された。同アルバムは、1989年（平成元年）10月21日と2004年（平成16年）4月7日の2回にわたりCD再発売されており、入手は可能である。

## 収録曲
- 両楽曲とも、作詞・作曲・編曲：近田春夫

1. シンデレラ
2. レインコート

## 註
1. ↑  “Rock'n Roll My Way ⑦ ハルヲフォン２ - 鼓曲萬来”. goo blog. 2024年1月28日閲覧。
2. ↑  クールスヒストリー VOL.1 - Yahoo! ミュージック（ウェイバックマシン）等、音源は多数存在する。
3. ↑  恒田義見の公式ブログ「ROCK'N ROLL MY WAY」内の「ハルヲフォン誕生」（2008年12月14日付）の記述を参照。
4. ↑  #外部リンクの「COME ON LET'S GO」のリンク先の記述を参照。